# US Open 2014 (gra podwójna na quadach)
US Open 2014 – gra podwójna na quadach – zawody deblowe na quadach, rozgrywane w ramach ostatniego, czwartego w sezonie wielkoszlemowego turnieju tenisowego, US Open. Zmagania odbyły się 6 września na nowojorskich kortach USTA Billie Jean King National Tennis Center.

## Zawodnicy rozstawieni
| Numer | Tenisiści                      | Osiągnięcie |
| ----- | ------------------------------ | ----------- |
| 01    | Nicholas Taylor David Wagner   | zwycięstwo  |
| 02    | Andrew Lapthorne Lucas Sithole | finał       |

## Drabinka

#### Klucz
- w/o – walkower
- k – krecz
- d – dyskwalifikacja
- Q – kwalifikant
- WC – dzika karta
- LL – szczęśliwy przegrany
- Alt – zawodnik zastępczy
- PR – ochrona rankingu
- SE – specjalna przepustka
- ITF – ranking ITF
- JE – ranking juniorski

### Faza finałowa
|  |       |                                |   |   |  |
|  | Finał |                                |   |   |  |
|  |       |                                |   |   |  |
|  |       |                                |   |   |  |
|  |       |                                |   |   |  |
|  | 1     | Nicholas Taylor David Wagner   | 6 | 7 |  |
|  | 1     | Nicholas Taylor David Wagner   | 6 | 7 |  |
|  | 2     | Andrew Lapthorne Lucas Sithole | 3 | 5 |  |
|  | 2     | Andrew Lapthorne Lucas Sithole | 3 | 5 |  |
|  |       |                                |   |   |  |

## Pula nagród
| Runda     | Punkty |
| Zwycięzcy | 800    |
| Finaliści | 100    |